# Кокоры (Кировская область)
 Кокоры  — деревня в Кумёнском районе Кировской области в составе Верхобыстрицкого сельского поселения.

## География
Расположена на расстоянии примерно 24 км на восток от районного центра поселка Кумёны.

## История
Известна с 1763 года как починок Кокоринский с населением 82 чел. (больше частью монастырские крестьяне). В 1802 году в деревне Кокорская отмечено 13 дворов. В 1873 году здесь (Кокорская или Кокоры) дворов 16 и жителей 138, в 1905 25 и 148, в 1926 26 и 125, в 1950 15 и 53, в 1989 оставалось 9 жителей. Настоящее название утвердилось с 1939 года.

## Население
Постоянное население составляло 7 человек (русские 86%) в 2002 году, 3 в 2010.